# Daniel Riolo
 (juillet 2025).
Daniel Riolo, de son nom complet Damiano Daniel Riolo, né le 19 avril 1970 à Ris-Orangis dans le département de l'Essonne, est un journaliste, chroniqueur et blogueur sportif franco-italien. Il apparaît dans les émissions After Foot et Estelle Midi sur RMC en plus d'écrire des articles sur le site internet de RMC Sport.

## Biographie

### Jeunesse
Fils d'immigrés italiens originaires de Sicile et issus de la communauté Ärbërësh de l'île, Daniel Riolo naît et grandit en banlieue dans une HLM de Ris-Orangis, dans une famille passionnée de football composée à la fois de supporters de la Juventus et de l'Inter Milan. Il découvre le football à l'âge de six ans, lors de l'épopée de l'Association sportive de Saint-Étienne finaliste de Coupe des clubs champions européens 1975-1976. Il se passionne pour le football à partir des épopées de l'équipe de France de la génération Michel Platini dans les années 1980, mais également durant ses vacances en Italie, le pays d'origine de ses parents, où la passion pour le foot est vécue comme une religion, contrairement à la France où l'amour du football est moins excessif. Il deviendra par la suite un supporter du Paris Saint-Germain Football Club (PSG), le club de sa région, en assistant régulièrement aux matchs au Parc des Princes, dans la tribune Auteuil, à partir de 1990.

### Formation et début de carrière
Après avoir terminé ses études de droit, puis intégré une école de journalisme, l'Institut français de presse (IFP), Daniel Riolo débute sur Spectacles, une chaîne de Canalsat, en 1998. Il y reste six mois. Ensuite, il fait quelques semaines sur M6 pour une émission de cinéma[réf. nécessaire].

### Journaliste et commentateur sportif
En 1999, il commence sa carrière de journaliste sportif à la rédaction de la chaîne d'information sportive en continu Infosport+. Il rejoint aussi la station de radio francilienne Sport O'FM, où il suit et couvre toute la saison 2001 de l'ATP. En janvier 2002, il entre au service des sports de Radio France dirigé par Jacques Vendroux avant d'être engagé par RMC pour suivre exclusivement le Paris Saint-Germain Football Club lors de décrochages régionaux ; mais le Conseil supérieur de l'audiovisuel (CSA) met fin à l'expérience trois mois plus tard.
Dès 2004, il collabore au service des sports de TPS. Il commente alors des matchs des championnats d'Angleterre, d'Allemagne et d'Italie sur les ondes du groupe. Il participe également à l'émission Dimanche Soir Football sur TPS Star avec Gregory Nowak, Valérie Amarou et Daniel Bravo et devient chroniqueur dans l'émission de Christophe Josse sur TPS Foot, Le Monde est Foot[réf. nécessaire].
En octobre 2007, il rejoint Ma Chaîne Sport pour commenter chaque vendredi les matchs de Championnat de France de football de Ligue 2 en compagnie de Samuel Lobé et Francesca Antoniotti. Il commente aussi des matchs de Ligue 1 et de l'Équipe de France sur TV5 Monde et des matchs de Ligue des champions de l'UEFA sur CFI. Il collabore comme pigiste sur NT1, où il commente des matchs internationaux avec Didier Roustan et sur RTL9 pour les World Series of Poker avec Bruno Fitoussi.

#### Auteur
En 2003, il est auteur de OM-PSG, PSG-OM. Les meilleurs ennemis, enquête sur une rivalité (qui sera réédité en 2006), un essai sur la rivalité OM-PSG, coécrit avec Jean-François Pérès, son confrère de RFI et David Aiello.
Il publie deux livres consacrés à l'histoire du PSG : L'histoire du Paris Saint-Germain en 2006 et PSG Club Capital en 2007.
En 2008, il publie deux livres d'entretiens avec deux personnalités emblématiques du PSG. Luis contre attaque avec Luis Fernandez puis Merci Pauleta avec Pauleta.
En 2009, il publie un nouveau livre d'entretien avec Christophe Dugarry : Le foot vu par Dugarry.
En 2011, Daniel Riolo publie Secrets de coachs, avec son confrère de RMC Christophe Paillet, dans lequel il parcourt l'Europe pour aller à la rencontre des plus grands coachs de clubs et de sélections nationales (Carlo Ancelotti, Rafael Benítez, Carlos Bianchi, Vicente del Bosque, Fabio Capello, Alex Ferguson, Guus Hiddink, Ottmar Hitzfeld, Marcello Lippi, Arrigo Sacchi ou encore Louis van Gaal), afin de les questionner sur leur fonction.
En 2013, il sort Racaille Football Club, un livre sur les dessous du football français. Le livre est un succès en librairie (plus de trente mille exemplaires). Il sortira en poche deux ans plus tard.
En 2018, il publie Autopsie du sport français, un livre qui fait l'état des lieux du niveau sportif en France et sur examine la situation des principaux sports (football, rugby, tennis, natation, handball, athlétisme), en se demandant pourquoi tel sport marche bien et pourquoi tel autre vit un fiasco.

#### After Foot(depuis 2006)
Après avoir été participant dans l'émission de débat On refait le match présentée par Eugène Saccomano sur RTL et LCI, Daniel Riolo fait son retour à RMC en avril 2006. Il participe à chaque fin de match de football retransmis sur les ondes à l'émission After Foot, présentée par Gilbert Brisbois, avec les consultants de la station Rolland Courbis et Jean-Michel Larqué. Il intervient en alternance avec le journaliste de France 2 Florent Gautreau.
En 2007, TPS fusionne avec le Groupe Canal+. Daniel Riolo décide de ne pas intégrer la rédaction de Canal et se rapproche de la radio RMC. À partir du 22 octobre 2007, il devient co-animateur de After Foot avec Alexandre Delpérier tous les soirs, de 22 h à minuit, même ceux sans match.
Après l'Euro 2008, Alexandre Delpérier quitte RMC pour Europe 1[réf. nécessaire]. Gilbert Brisbois fait donc son retour à la tête de l'émission.
En mars 2009, il lance un blog nommé Langue de but sur Eurosport.fr qu'il arrête en septembre 2010. Il tient désormais un blog sur le site de RMC Sport[source secondaire nécessaire].
Lors de la Coupe du monde de football de 2010, une partie de After Foot est diffusée quotidiennement sur la chaîne d'information en continu BFM TV puis de septembre 2010 à juillet 2010, le trio Brisbois-Riolo-Courbis est de retour sur BFM chaque samedi et dimanche après les soirées de Ligue 1.
Depuis le lancement de la chaîne BFM Sport, le 7 juin 2016, After Foot est diffusé tous les soirs sur la chaîne. En 2018, BFM Sport est renommée RMC Sport News.
Le 10 juin 2019, après avoir tenu, dans After Foot du 6 juin 2019, avec Jérôme Rothen, des propos péjoratifs sur le physique de la mannequin Najila Trindade Mendes de Souza qui accuse Neymar de viol, il est mis à pied à titre conservatoire et est convoqué par sa direction pour un entretien disciplinaire. Il sera finalement mis à pied une semaine,. Il est de retour à l'antenne, en compagnie de Jérôme Rothen, à partir du 17 juin 2019.

#### Les Grandes Gueules(2019)
À compter du 3 avril 2019, il participe aux Grandes Gueules sur RMC et RMC Story, où il intervient une fois par semaine.

#### La revue de l'After (2021)
Accompagné de Gilbert Brisbois, ils lancent la première revue de l'After Foot au format papier et numérique le 11 mai 2021, après avoir fêté les 15 ans de l'émission. Cette revue est l'occasion de revenir sur les sujets abordés au cours des émissions et de les approfondir en faisant intervenir les différents protagonistes du monde du football.

#### Autres
En septembre 2013, il est retiré des invitations à la fête du livre de Saint-Étienne par le sénateur-maire Maurice Vincent, à cause d'un risque supposé d'agression sur sa personne à la suite de propos jugés déplacés à l'encontre du club de football local.
À partir du 16 juin 2012, il anime une émission de poker, Docteur Poker, tous les vendredis de minuit à 1 h avec Hugues Obry et Antonin Teisseire sur RMC. À la rentrée 2014, l'émission devient le RMC Poker Show. Elle est diffusée en direct, toujours avec Hugues Obry, et accueille les experts poker Benjo et Harper. Depuis septembre 2016, il présente l'émission avec Moundir.
Du 23 novembre 2015 au 25 février 2016, il est chroniqueur dans Touche pas à mon sport ! sur D8, présentée par Estelle Denis[réf. nécessaire]. Il rejoint RMC Sport (anciennement SFR Sport) et anime son premier magazine intitulé Transversales le 9 septembre 2016.
En mai 2022, il annonce vouloir intégrer le gouvernement Élisabeth Borne en tant que ministre des Sports.
En août 2022, son compte Twitter est suspendu, mais sera finalement réactivé en janvier 2023[réf. nécessaire].

#### Condamnation pour diffamation
Le 12 juin 2025, Daniel Riolo est reconnu coupable de diffamation envers l’ancienne footballeuse du PSG Aminata Diallo suite a des propos tenus à l'antenne de RMC le 23 mars 2023. Il est condamné à 500 euros d’amende avec sursis ainsi qu’à verser 4000 euros de dommages et intérêts et frais d’avocats à à Aminata Diallo.

## Vision du journalisme sportif et du football
Comme en politique, Daniel Riolo revendique la légitimité du journalisme d'opinion en matière de football. Cette idée l'amène à soulever régulièrement des controverses sur le football français, quitte à s'opposer vivement à d'autres consultants.
Il est notamment très critique à l'encontre du football français sur son manque de compétitivité par rapport aux autres pays européens, sur les résultats des clubs français en coupe d'Europe qu'il juge mauvais et catastrophiques, ainsi que sur l'incompétence de leurs dirigeants, leur manque d'ambition et leur méconnaissance du foot, ce qui lui a valu d'écrire plusieurs ouvrages à ce sujet,,,.
Il remet régulièrement en question la formation des joueurs et des entraîneurs français, laquelle empêcherait le football hexagonal de se hisser parmi les places fortes du football européen. Très critique à l'encontre des entraîneurs français dont il remet en cause leurs compétences de métier, il estime que ces derniers ne sont pas de vrais entraîneurs de football, mais plutôt des professeurs d'EPS. Il salue notamment l'ouverture récente des dirigeants du football français aux entraîneurs étrangers (Marcelo Bielsa, Unai Emery, Lucien Favre, Leonardo Jardim, etc.) et dénonce régulièrement un corporatisme qui viserait à empêcher le championnat de France de s'ouvrir à des compétences nouvelles. Riolo critique également le manque d'objectivité des consultants en pointant les liens étroits que certains entretiendraient avec des joueurs, des entraîneurs ou des dirigeants du football hexagonal. Il a ainsi dénoncé le traitement biaisé du passage de Laurent Blanc au Paris Saint-Germain. Il a également fustigé le traitement médiatique réservé à Carlo Ancelotti au PSG et à Marcelo Bielsa à Marseille.
Adepte d'un football romantique, il critique la place éminente que prennent les statistiques et la vision comptable du football. D'après lui, l'analyse du football doit s'effectuer davantage sur le contenu du jeu développé par les équipes que sur les résultats obtenus. Il prend régulièrement parti pour les entraîneurs prônant un jeu offensif et une grande discipline tactique (Marcelo Bielsa, Pep Guardiola, Jorge Sampaoli, Antonio Conte…) et dénonce au contraire la culture dominante d'une grande partie des entraîneurs français selon laquelle le résultat aurait plus d'importance que la qualité du spectacle proposé. Il considère que la « religion du résultat », présente aussi bien chez les acteurs du championnat de France qu'au sein de la presse sportive, a contribué à la dégradation du spectacle et au manque d'attractivité de la Ligue 1.

## Vie privée
Il est le compagnon de la romancière, réalisatrice et ancienne mannequin Géraldine Maillet.

## Filmographie
- 2024 : Numéro 10 de David Diane : lui-même

## Publications
- OM-PSG, PSG-OM. Les meilleurs ennemis, enquête sur une rivalité, Mango Sport puis Hugo Sport, 2003Écrit avec Jean-François Pérès. Réédité en 2006 et 2014
- L'histoire du Paris Saint-Germain, Hugo Sport, 2006
- PSG Club capital : Les 50 plus belles histoires du PSG, Timée, 2007
- Luis contre attaque, Hugo Sport, 2008Écrit avec Luis Fernandez.
- Le Guide Euro 2008, Hugo Sport, 2008
- Merci Pauleta, Hugo Sport, 2008Écrit avec Pedro Miguel Pauleta.
- Le foot vu par Christophe Dugarry, Hugo Sport, 2009Écrit avec Christophe Dugarry.
- Guide du supporter de la Coupe du monde 2010, Hugo Sport, 2010
- Secrets de coachs, Hugo Sport, 2011Écrit avec Christophe Paillet.
- Racaille Football Club, fantasmes et réalités du foot français, Hugo Sport, 2013
- L'explication, clash football club, Hugo Sport, 2014Écrit avec Pierre Ménès.
- Mon histoire passionnée du Paris Saint-Germain, Hugo Sport, 2014
- Autopsie du sport français, Hugo Sport, 2018
- L'énigme Tuchel, Hugo Sport, 2018Écrit avec Polo Breitner.
- Cher football français, Hugo Sport, 2020
- Chaos football club, Hugo Sport, 2023Écrit avec Abdelkrim Branine.